# Ordine nazionale al merito (Togo)
L'Ordine nazionale al merito è un ordine cavalleresco togolese.

## Storia
L'ordine è stato fondato il 26 marzo 1973 dal presidente Gnassingbé Eyadéma.

## Classi
L'ordine dispone delle seguenti classi di benemerenza:
- Cavaliere di gran croce
- Grand'ufficiale
- Commendatore
- Ufficiale
- Cavaliere

| Nastri    |           |              |                 |                         |
| Cavaliere | Ufficiale | Commendatore | Grand'ufficiale | Cavaliere di gran croce |

## Insegne
- Il nastro è verde con un taglio centrale rosso e giallo.